# Mutton Bird Island (Victoria)
Mutton Bird Island ist eine unbewohnte Insel im Südwesten des australischen Bundesstaats Victoria. Sie liegt direkt vor der Küste, etwa sechs Kilometer südöstlich von Port Campbell.

## Geographie
Die Insel ist unregelmäßig geformt, etwa 400 Meter lang und bis zu 100 Meter breit. Sie besteht aus einem hohen, spärlich bewachsenen Kalksteinfelsen und dient einer Kolonie von Sturmtauchern (englisch Mutton Birds) als Nist- und Rastplatz.

## Nationalpark
Mutton Bird Island liegt im Twelve-Apostles-Meeresnationalpark, zu welchem auch die markante Felsformation Twelve Apostles gehört, die zu den meistfotografierten Touristenattraktionen Australiens zählt.